# Карюченко, Дмитрий Николаевич
Дмитрий Николаевич Карюченко (укр. Дмитро Миколайович Карюченко, род. 15 января 1980) — украинский фехтовальщик-шпажист, чемпион мира и Европы. Женат, имеет троих детей.

## Биография
Родился в 1980 году в Харькове. Его первым тренером был родной брат Игорь, который и привел его на фехтование в 1990 году. Тренировался у А.С. Епишева, а после его смерти в сентябре 1994 года перешёл к И.И. Одокиенко и Л.В. Авербаху. В 1995 году в 15 лет выиграл юниорское первенство Украины, а уже в 1997 в возрасте 17 лет поехал в составе сборной на первый чемпионат мира в Кейптаун.  

Выступает  в составе национальной сборной Украины с 1997 года. В 1997 году занял 3-е место в личном первенстве на чемпионате мира среди юниоров. В 1998 году стал чемпионом мира среди юниоров. В 1999 году занял второе место чемпионата мира среди юниоров, и стал чемпионом Европы среди юниоров в составе команды. В 2000 году в составе команды занял 3-е место на чемпионате мира среди юниоров.
В 2001 году стал чемпионом Европы. В 2002 году стал бронзовым призёром чемпионата Европы. В 2003 году в составе команды стал чемпионом Универсиады и занял 2-е место на чемпионате мира.  В 2004 году принял участие в Олимпийских играх в Афинах, где стал 16-м в личном первенстве, и 5-м — в командном. В 2005 году завоевал бронзовую медаль чемпионата мира и стал чемпионом Универсиады, в 2006 году вновь стал бронзовым призёром чемпионата мира. В 2007 году опять выиграл Универсиаду.
В 2010 году завоевал серебряную медаль чемпионата Европы. В 2012 году стал бронзовым призёром чемпионата Европы, а на Олимпийских играх в Лондоне стал 22-м в личном первенстве. В 2013 году стал обладателем серебряной медали чемпионата мира и бронзовой медали чемпионата Европы. В 2015 году стал чемпионом мира. В 2016 году Дмитрий занял третье место на чемпионате Европы в командном первенстве.

## Государственные награды
- Медаль «За труд и победу» (29.11.2005) [2]
- Орден «За заслуги» ІІ степени (09.09.2017)[3]
- Орден «За заслуги» ІІІ степени (06.09.2007)[4]